# Matosinhos
Matosinhos je město v Portugalsku. K roku 2001 mělo 45 703 obyvatel. Je rodištěm architekta Álvara Vieiry a je součástí aglomerace druhého největšího města v zemi Porta.
Na pobřeží leží přístav Porto de Leixões, největší umělý přístav v Portugalsku a hlavní mořský přístav metropolitní oblasti Grande Porto.

## Pamětihodnosti
- Igreja do Senhor Bom Jesus - barokní chrám z osmnáctého století, jehož architektem je Nicolaï Nasoni.
- Padrão do Bom Jesus de Matosinhos - kříž z osmnáctého století, je národní kulturní památkou.
- Mosteiro de Leça do Balio - Národní kulturní památka, klášter přestavěn ve čtrnáctém století a nedávno restaurován. Klášter je gotický kostel s románskými prvky.
- Cruzeiro Manuelina (Manuelský kříž) - národní kulturní památka
- Complexo Fabre romano de Salga e transformação de pescado - římský výrobní areál na solení a zpracování ryb, národní kulturní památka, skládá se z 23 nádrží vykopaných na pláži balvanů Angeiras.